# Marc Fulvi Centumal
Marc Fulvi Centumal (en llatí Marcus Fulvius Centumalus) va ser un magistrat romà que va viure als segles iii i II aC. Formava part de la gens Fúlvia, i era de la família dels Centumal, d'origen plebeu.
Era pretor urbà l'any 192 aC i va haver d'organitzar activament la guerra contra Antíoc III el Gran que es va iniciar el 191 aC. Va supervisar la construcció de 50 noves Quinquerrems.